# Rupert Leser
Rupert Leser (* 29. Dezember 1933 in Waldsee; † 10. August 2017 ebenda) war ein deutscher Fotograf.

## Leben
Nachdem er zunächst eine Lehre und Meisterausbildung im Beruf des Schriftsetzers absolviert hatte, wandte er sich als Autodidakt und Quereinsteiger der Fotografie zu und arbeitete als Bildberichterstatter hauptsächlich für die Schwäbische Zeitung und den Stern.
Einer breiteren Öffentlichkeit wurde er durch zahlreiche Buchveröffentlichungen und Ausstellungen bekannt.
Sein künstlerischer Schwerpunkt lag neben Porträts und Landschaftsdarstellungen auf Sportbildern. So dokumentierte er zwölf Mal die Olympischen Spiele.
Für seine Leistungen erhielt er zahlreiche Preise, unter anderem über 30 Auszeichnungen vom Verband Deutscher Sportjournalisten sowie 1973 und 1974 den Preis für das „Beste Sportbild des Jahres“.
Das Archiv des Fotografen befindet sich seit 2008 im Haus der Geschichte Baden-Württemberg in Stuttgart. Vom 17. Dezember 2010 bis zum 11. September 2011 wurde dort unter dem Titel „Von Bad Waldsee bis L.A. Rupert Leser, Fotoreporter“ eine große Retrospektive zum Werk Lesers gezeigt.

## Bücher (Auswahl)
- Bad Waldsee. Liebel, Bad Waldsee 1969
- Ravensburg. Porträt einer oberschwäbischen Landschaft. Dorn, Ravensburg 1971
- Wangen im Allgäu. Walchner, Wangen 1972
- Alltag in Oberschwaben. Alltag in Oberschwaben: Chronik eines Bildberichters in der Provinz 1962–1993. Süddeutsche Verlagsgesellschaft, Ulm 1994, ISBN 978-3-88294-194-4.
- Kontraste in Oberschwaben. Süddeutsche Verlagsgesellschaft, Ulm 1996, ISBN 978-3-88294-243-9.
- Hallo Leut, etz isch Fasnet (zur Fasnet in Bad Waldsee), Süddeutsche Verlagsgesellschaft, Ulm 1999, ISBN 3-88294-290-8.
- Aulendorf im Wandel der Zeit. Liebel Druck & Verlag, Bad Waldsee 1999, ISBN 3-88294-292-4.
- Oberschwaben. deutsch – englisch – französisch – spanisch = Upper Swabia / Fotos von Rupert Leser und Thomas Stephan. Texte von Manfred Hepperle und Manfred Thierer (übersetzt ins Englisch: Hamida Aziz, Chris Blowers, übersetzt ins Französisch: Huguette Alemdar, übersetzt ins Spanisch: Esteban Santori), Silberburgverlag, Tübingen 2002, ISBN 978-3-87407-530-5
- Augenblicke. Süddeutsche Verlagsgesellschaft, Ulm 2014, ISBN 978-3-7995-0588-8.
- Verschwindende Welten. Fotografien von Rupert Leser. Hrsg. von Joachim Leser und Markus Leser. Zeitensprung Verlag, Konstanz 2019, ISBN 978-3-00062-642-5

## Ausstellungen (Auswahl)
- Fotokunst: Traumwelt Bodensee. Museum Langenargen (22. März bis 11. Oktober 2015)
- Faszination Sport, Städtische Galerie im Turm Isny (27. August bis 28. September 2014)
- Foto: Leser. Museum im Kornhaus Bad Waldsee (5. April bis 9. Juni 2014)
- Von Bad Waldsee bis L.A. Rupert Leser, Fotoreporter. im Haus der Geschichte Baden-Württemberg (17. Dezember 2010 bis 11. September 2011)
- Rupert Leser. Ereignisse und Gestalten. Retrospektive eines Bildberichters 1956–2006, Museum im Kornhaus Bad Waldsee
- Verschwindende Welten. Fotografien von Rupert Leser. Museum im Kornhaus Bad Waldsee (21. Juli 2019 – 29. September 2019)
- Ausstellungsbeteiligung bei der photokina, Köln
- Ausstellungsbeteiligung, World Press Photo, Niederlande
- Ausstellungsbeteiligung, 100 Jahre Sportfotografie in Deutschland, Museum für Angewandte Kunst (Gera)

## Preise (Auswahl)
- 1973 Bestes Sportbild des Jahres
- 1974 Bestes Sportbild des Jahres
- 1986 Kulturpreis der Städte Ravensburg und Weingarten
- 2006 Felix-von-Hornstein-Medaille verliehen vom Bund für Naturschutz Oberschwaben
- 2009 Oberschwäbischer Kunstpreis